# Gonionotophis brussauxi
Gonionotophis brussauxi — вид змій родини Lamprophiidae. Мешкає в Західній і Центральній Африці.

## Підвиди
Виділяють два підвиди:
- Gonionotophis brussauxi brussauxi (Mocquard, 1889);
- Gonionotophis brussauxi prigoginei Laurent, 1956.

## Поширення і екологія
Gonionotophis brussauxi мешкають в Камеруні, Габоні, Демократичній Республіці Конго, Республіці Конго, північній Анголі і західній Уганді, можливо, також в Руанді і Бурунді. Вони живуть у вологих тропічних лісах, поблизу річок і боліт. Ведуть нічний, наземний спосіб життя, вдень ховаються в норі або серед опалого листя. Живляться наземними амфібіями. Відкладають яйця, в кладці до 6 яєць.